# Constantin Budescu
Constantin Budescu (Urziceni, 19 de febrero de 1989) es un futbolista rumano que juega en la demarcación de delantero para el F. C. Gloria Buzău de la Liga I.

## Selección nacional
Debutó con la selección de fútbol de Rumania el 4 de septiembre de 2015 en un partido de la clasificación para la Eurocopa 2016 contra Hungría en un encuentro que finalizó con empate a cero. Posteriormente jugó dos partidos más de clasificación, contra Grecia y las Islas Feroe.

### Goles internacionales
| # | Fecha                 | Estadio                                   | Oponente    | Gol | Resultado | Competición                                          |
| - | --------------------- | ----------------------------------------- | ----------- | --- | --------- | ---------------------------------------------------- |
| 1 | 11 de octubre de 2015 | Tórsvøllur, Tórshavn, Islas Feroe         | Islas Feroe | 0-1 | 0-3       | Clasificación para la Eurocopa 2016                  |
| 2 | 11 de octubre de 2015 | Tórsvøllur, Tórshavn, Islas Feroe         | Islas Feroe | 0-2 | 0-3       | Clasificación para la Eurocopa 2016                  |
| 3 | 5 de octubre de 2017  | Estadio Ilie Oană, Ploieşti, Rumania      | Kazajistán  | 1-0 | 3-1       | Clasificación para la Copa Mundial de Fútbol de 2018 |
| 4 | 5 de octubre de 2017  | Estadio Ilie Oană, Ploieşti, Rumania      | Kazajistán  | 2-0 | 3-1       | Clasificación para la Copa Mundial de Fútbol de 2018 |
| 5 | 31 de mayo de 2018    | Sportzentrum Graz-Weinzödl, Graz, Austria | Chile       | 2-3 | 2-3       | Amistoso                                             |

## Club
| Club              | Temporada | Liga     | Liga  | Copa     | Copa  | Copa de la liga | Copa de la liga | Europa   | Europa | Otro     | Otro  | Total    | Total |
| Club              | Temporada | Partidos | Goles | Partidos | Goles | Partidos        | Goles           | Partidos | Goles  | Partidos | Goles | Partidos | Goles |
| ----------------- | --------- | -------- | ----- | -------- | ----- | --------------- | --------------- | -------- | ------ | -------- | ----- | -------- | ----- |
| Petrolul Ploiești |           |          |       |          |       |                 |                 |          |        |          |       |          |       |
| 2005-06           | 14        | 4        | 1     | 0        | 0     | 0               | 0               | 0        | 0      | 0        | 15    | 4        |       |
| 2006–07           | 32        | 7        | -     | -        | 0     | 0               | 0               | 0        | 0      | 0        | 32    | 7        |       |
| 2007–08           | 34        | 10       | -     | -        | 0     | 0               | 0               | 0        | 0      | 0        | 34    | 10       |       |
| 2008–09           | 27        | 6        | 3     | 1        | 0     | 0               | 0               | 0        | 0      | 0        | 30    | 7        |       |
| 2009–10           | 32        | 7        | 0     | 0        | 0     | 0               | 0               | 0        | 0      | 0        | 32    | 7        |       |
| 2010–11           | 12        | 7        | 2     | 2        | 0     | 0               | 0               | 0        | 0      | 0        | 14    | 9        |       |
| Total             | Total     | 151      | 41    | 6        | 3     | 0               | 0               | 0        | 0      | 0        | 0     | 157      | 44    |
| Astra Giurgiu     |           |          |       |          |       |                 |                 |          |        |          |       |          |       |
| 2010–11           | 6         | 0        | 1     | 0        | 0     | 0               | 0               | 0        | 0      | 0        | 7     | 0        |       |
| 2011–12           | 9         | 0        | 1     | 1        | 0     | 0               | 0               | 0        | 0      | 0        | 10    | 1        |       |
| 2012–13           | 26        | 12       | 5     | 3        | 0     | 0               | 0               | 0        | 0      | 0        | 31    | 15       |       |
| 2013–14           | 28        | 13       | 5     | 4        | 0     | 0               | 7               | 4        | 0      | 0        | 40    | 21       |       |
| 2014–15           | 28        | 10       | 0     | 0        | 3     | 2               | 10              | 1        | 1      | 0        | 42    | 13       |       |
| 2015–16           | 18        | 8        | 2     | 1        | 1     | 0               | 6               | 3        | 0      | 0        | 27    | 12       |       |
| Total             | Total     | 115      | 43    | 14       | 9     | 4               | 2               | 23       | 8      | 1        | 0     | 157      | 62    |
| Dalian Yifang     |           |          |       |          |       |                 |                 |          |        |          |       |          |       |
| 2016              | 4         | 0        | 0     | 0        | 0     | 0               | 0               | 0        | 0      | 0        | 4     | 0        |       |
| Total             | Total     | 4        | 0     | 0        | 0     | 0               | 0               | 0        | 0      | 0        | 0     | 4        | 0     |
| Astra Giurgiu     |           |          |       |          |       |                 |                 |          |        |          |       |          |       |
| 2016–17           | 2         | 1        | 0     | 0        | 0     | 0               | 1               | 0        | 0      | 0        | 3     | 1        |       |
| Total             | Total     | 2        | 1     | 0        | 0     | 0               | 0               | 1        | 0      | 0        | 0     | 3        | 1     |
| Total             | Total     | 272      | 85    | 20       | 12    | 4               | 2               | 24       | 8      | 1        | 0     | 321      | 107   |

## Palmarés

### Campeonatos nacionales
| Título               | Club             | País    | Año  |
| -------------------- | ---------------- | ------- | ---- |
| Copa de Rumania      | FC Astra Giurgiu | Rumania | 2014 |
| Supercopa de Rumania | FC Astra Giurgiu | Rumania | 2014 |